# 서울대학교 농과대학 축구단
서울대학교 농과대학 축구단은 대한민국 서울특별시에 있었던 축구단이다. 서울대학교 농과대학이 운영하였다.

## 수상 기록
| 시즌 | 대회         | 수상   |
| ---- | ------------ | ------ |
| 1946 | 전국체육대회 | 준우승 |

## 참고 문헌
- “제27회 전국체육대회 축구 대학부 남자 경기 결과”. 대한체육회.
- “올림픽最□日戰績(최종일전적)”. 경향신문. 1946년 10월 22일.

## 같이 보기
- 서울대학교
- 수원농림전문학교
- 서울대학교 축구단
- 서울대학교 공과대학 축구단
- 서울대학교 문리과대학 축구단
- 서울대학교 법과대학 축구단
- 서울대학교 상과대학 축구단